# Castelar, 1
El edificio situado en la Avenida Castelar, 1, en el Ensanche Modernista es un curioso edificio modernista de la ciudad española de Melilla y forma parte del Conjunto Histórico Artístico de la Ciudad de Melilla, un Bien de Interés Cultural.

## Historia
Fue construido en los años 20 del siglo XX, muy probablemente según diseño de Enrique Nieto.

## Descripción
Está construido con paredes de mampostería de piedra local y ladrillo macizo y bovedillas de ladrillo tocho para los techos.
Consta de planta baja, tres plantas sobre esta y unos cuartos retranqueados. Sus bajos están muy alterados y han perdido las molduras, contando las plantas superiores con balcones de rejas sobrias y con ventanas enmarcadas con molduras sobre sus arquitrabes. Cuenta con un mirador en cada esquina, ambos de dos plantas. El que da a la calle Castelar, de mampostería —con vanos de arcos rebajados, sobre los que se sitúan guirnaldas, y flanqueado por un balcón con balaustradas— y el que da a la calle Comandante Benítez, de carpintería. La cornisa da paso al peto ornamentado con balaustradas.